# Spiral Jetty

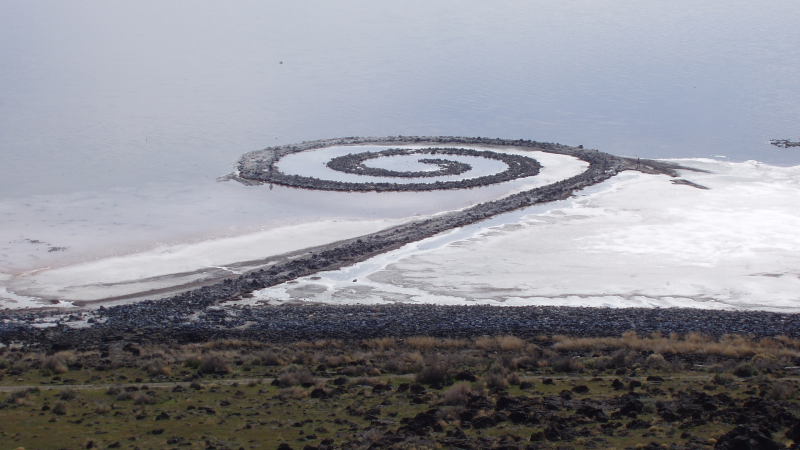
Spiral Jetty visto da Rozel Point (Utah)

Il  Molo a spirale (Spiral Jetty) è un earthwork di Robert Smithson realizzato nel 1970 sul Great Salt Lake (coordinate: 41.4376°N 112.6685°W) e tuttora esistente.

## Tre livelli percetti
Il molo a spirale di Smithson ha tre livelli di percezione, a seconda del punto da cui la si osserva:
- out (fuori, in inglese): visto dall'aereo l'opera può essere apprezzata nella sua interezza, insieme all'ambiente nella quale è inserita;
- at (presso): visto dal livello del terreno, l'opera si percepisce ad una scala maggiore ed isolata dal contesto generale (il paesaggio);
- in (dentro): osservata dall'interno, l'opera appare gigantesca ed avvolge l'osservatore che non può percepirla interamente con un unico sguardo, si possono vedere però dettagliatamente le rocce che la compongono, l'acqua ed i cristalli di sale.

## Il film
Della realizzazione, Smithson ha realizzato un documentario in pellicola di 35 minuti, intitolato appunto Spiral Jetty, considerato parte integrante dell'opera insieme alla costruzione vera e propria.